# راشد عبدالله النعیمی
راشد عبدالله النعیمی وزیر امور خارجه سابق امارات متحده عربی بین سال‌های ۱۹۹۷ تا ۲۰۰۶ بود.